# Rijeka Marsenića
Rijeka Marsenića (cyr. Ријека Марсенића) – wieś w Czarnogórze, w gminie Andrijevica. W 2011 roku liczyła 299 mieszkańców.